# Entanoneura feae
Entanoneura feae är en insektsart som beskrevs av Navás 1929. Entanoneura feae ingår i släktet Entanoneura och familjen fångsländor. Inga underarter finns listade i Catalogue of Life.